# Irina Alexandrowna Allegrowa

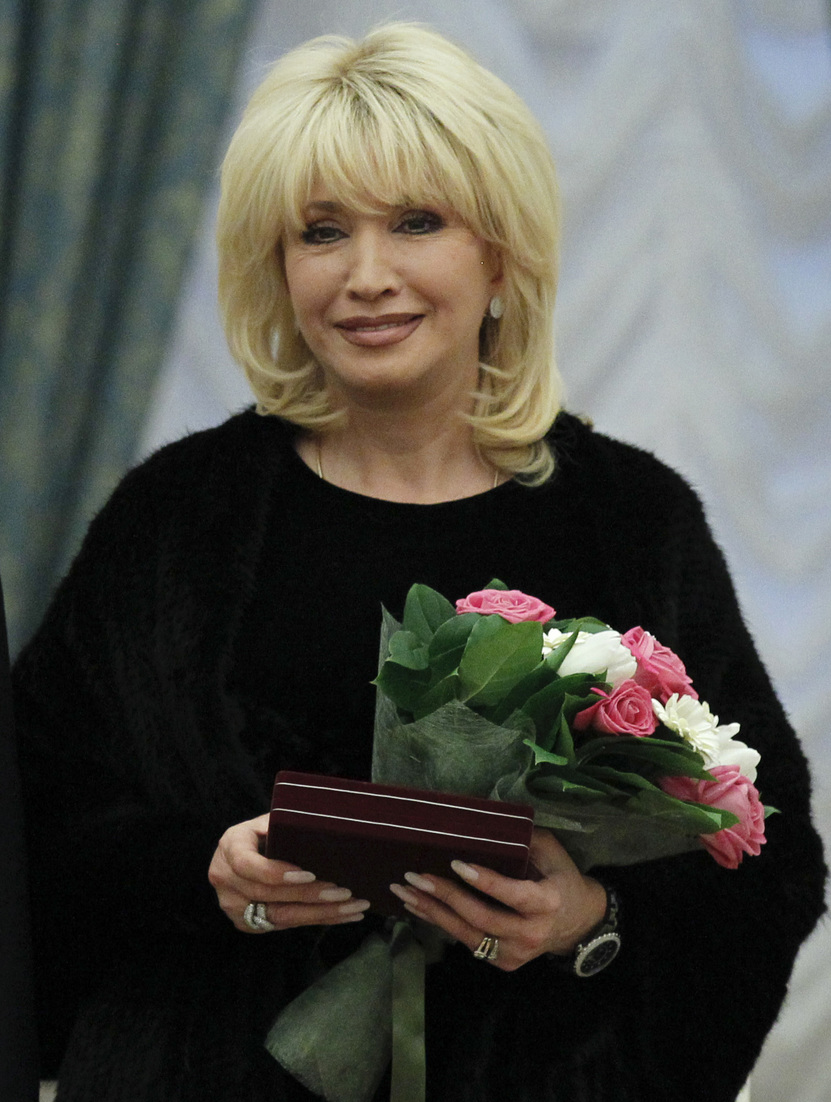
Irina Alexandrowna Allegrowa

Irina Alexandrowna Allegrowa (russisch Ирина Александровна Аллегрова, wiss. Transliteration Irina Allegrova; * 20. Januar 1952 in Rostow am Don, Sowjetunion) ist eine russische Pop- und Estrada-Sängerin.

## Leben und Karriere
Irina Allegrowas Vater ist armenischer Abstammung. Seine Vorfahren änderten den Namen Sarkissjan (Саркисян) in Sarkissow. Ihr Vater Alexander Allegrow hieß gebürtig Alexander Sarkissow (Александр Саркисов). Mit 17 Jahren bekam er von seinen Kollegen im Theater den Spitznamen Allegris. Als er volljährig war, änderte er seinen Nachnamen in Allegrow.
Vor ihrer Karriere als Sängerin war Irina Allegrowa  zweimal verheiratet. Aus der zweiten Ehe hat sie eine Tochter. Diese bei ihrer Mutter lassend, begab sich Allegrowa nach Moskau und arbeitete hier als Kellnerin.
1984 ehelichte sie den Produzenten Wladimir Dubowizki. Unter dessen Protektion trat sie nach einem Jahr als 26-Jährige zusammen mit dem Sänger Igor Talkow und der Band Elektroklub in Konzerten auf. 1990 verließ Allegrowa die Band. Im selben Jahre wurde sie von ihrem Mann geschieden und sie begann 1993 eine Romanze mit dem  Tänzer Igor Kapusta aus ihrem Kollektiv, die in einer vierten Ehe am 8. Mai 1994 mündete.
Am 8. März 1998 trat sie mit Igor Krutoi im Madison Square Garden auf. Obwohl keine Chansonsängerin, nahm sie mit dem Entertainer und Sänger Michail Schufutinksi 2004 ein Duett-Album auf. 
Irina Allegrowa lebt in Moskau.

## Diskografie

### Alben
- 1992: Странник Мой
- 1994: Суженый Мой
- 1994: Угонщица
- 1996: Я Тучи Разведу Руками
- 1997: Императрица
- 1998: Незаконченный Роман
- 1999: Театр
- 2001: Все Сначала
- 2002: По Лезвию Любви
- 2005: С Днем Рождения!
- 2007: Аллегрова 2007
- 2010: Эксклюзивное Издание
- 2015: Перезагрузка. Перерождение

### Kollaborationen
- 2004: Пополам (mit Michail Schufutinski)

### EPs
- 2018: С новым годом

### Singles (Auswahl)
- 1992: Фотография 9 х 12
- 1994: Младший Лейтенант
- 1994: Угонщица
- 1994: Привет, Андрей
- 1996: Свадебные Цветы
- 1997: Императрица
- 1998: Незаконченный Роман (mit Igor Krutoi)
- 2005: С Днем Рождения!
- 2010: Незаконченный Роман (mit Michail Schufutinski)
- 2013: Первая любовь - любовь последняя (mit Slava)